# Mammillaria kraehenbuehlii
Mammillaria kraehenbuehlii là một loài thực vật có hoa trong họ Cactaceae. Loài này được (Krainz) Krainz mô tả khoa học đầu tiên năm 9171.

## Hình ảnh

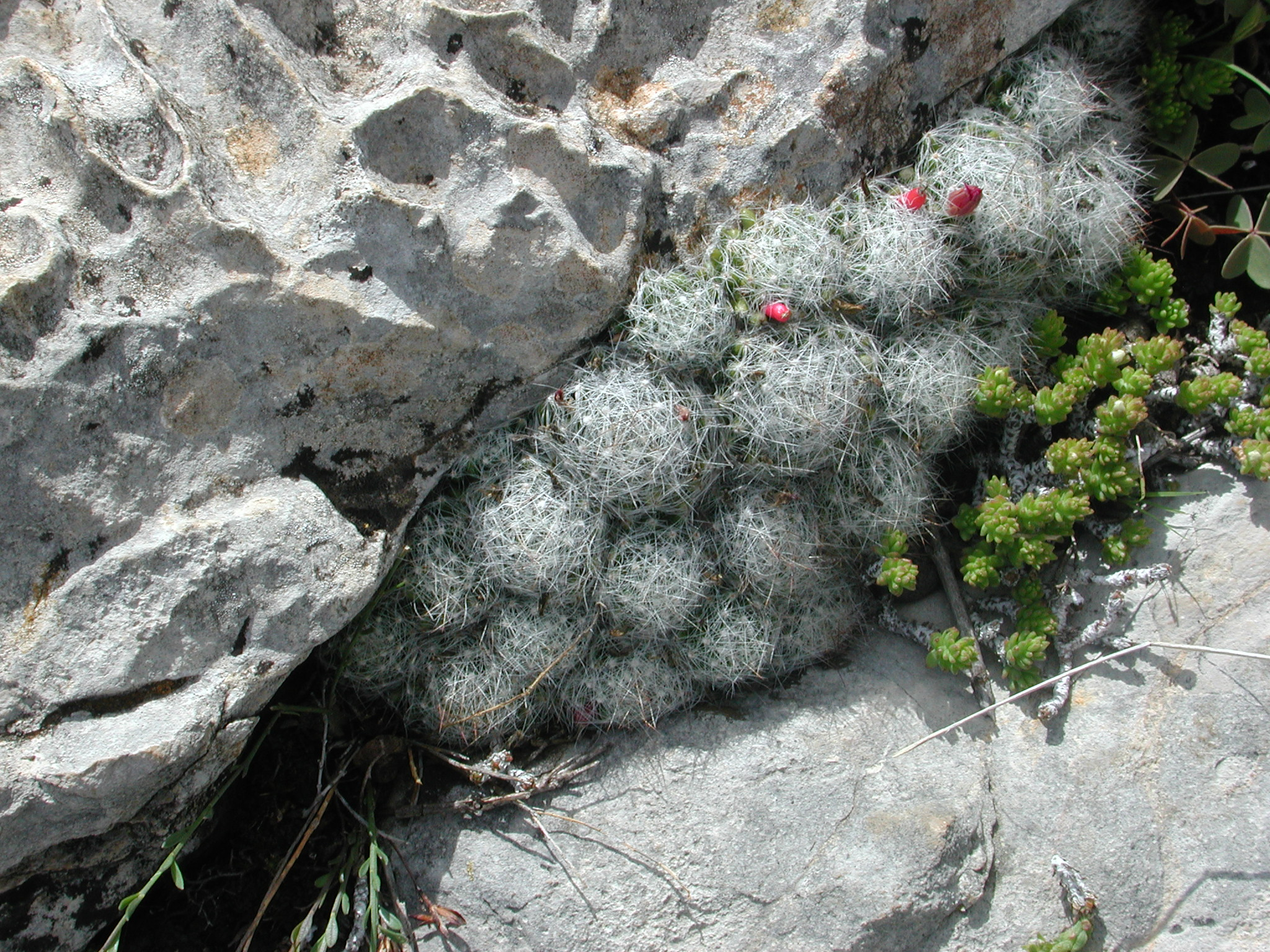
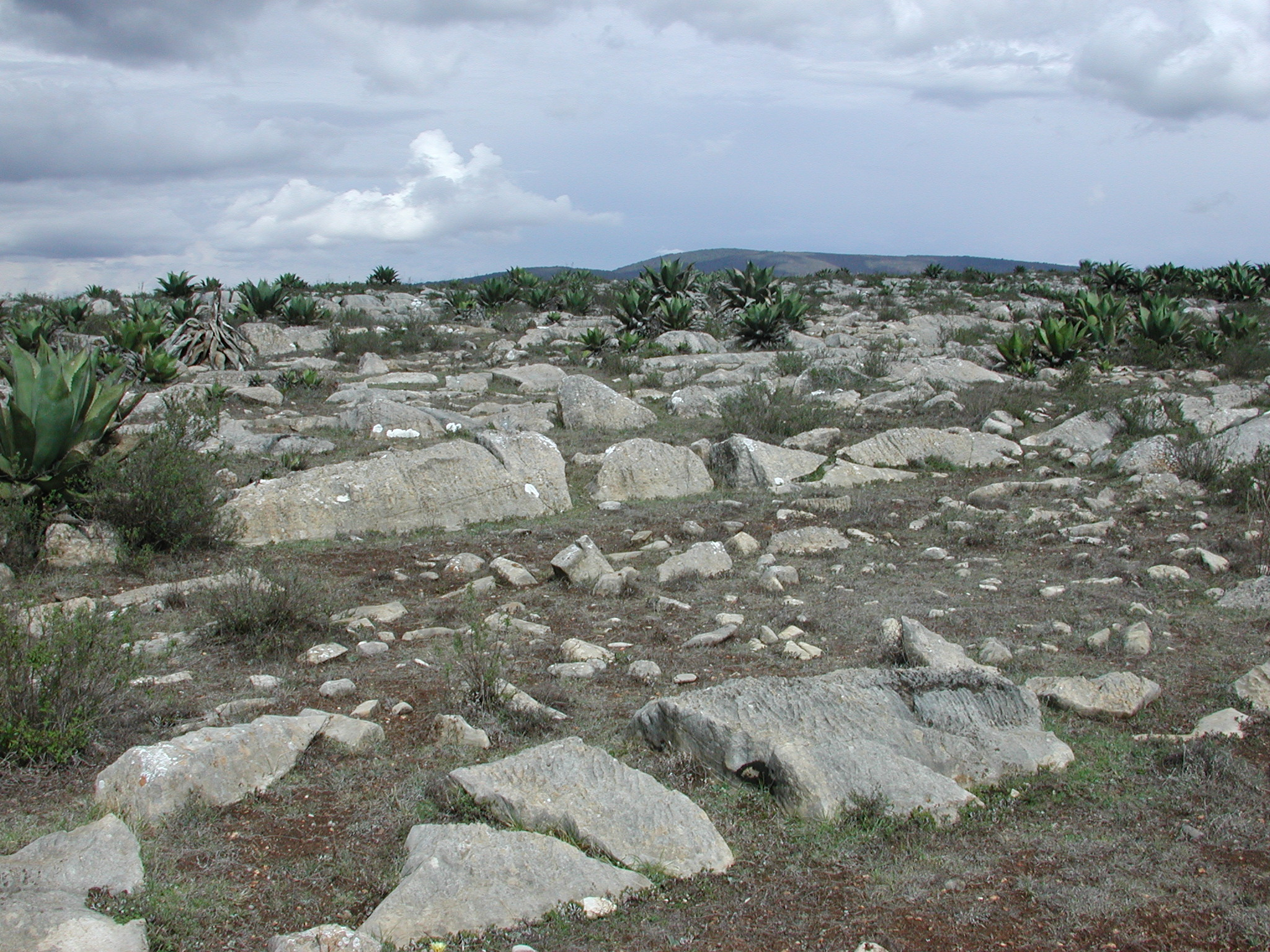